# Nördlicher Gabelstreifenmaki

Verbreitungsgebiet (rot) des Nördlichen Gabelstreifenmakis auf Madagaskar

Der Nördliche Gabelstreifenmaki (Phaner electromontis) ist eine Primatenart aus der Gruppe der Lemuren.
Nördliche Gabelstreifenmakis zählen zu den größeren Vertretern der Gabelstreifenmakis. Ihr Fell ist silbergrau gefärbt, entlang des Rückens erstreckt sich ein breiter, deutlich sichtbarer Aalstrich bis zur Schwanzwurzel. Das für die Gabelstreifenmakis typische Gesichtsmuster – zwei schwarze Streifen, die sich von der Kopfoberseite über die Augen bis zur Schnauze erstrecken – ist bei dieser Art besonders deutlich.
Nördliche Gabelstreifenmakis kommen wie alle Lemuren nur auf der Insel Madagaskar vor. Ihr Verbreitungsgebiet umfasst ausschließlich die Region Montagne d’Ambre an der Nordspitze dieser Insel, ihr Lebensraum sind sowohl Regen- als auch trockene Wälder, sie sind bis in 1500 Meter Seehöhe verbreitet.
Über die Lebensweise dieser Tiere ist wenig bekannt, vermutlich stimmt sie mit der der übrigen Gabelstreifenmakis überein. Demzufolge sind sie nachtaktiv und ernähren sich vorwiegend von Baumsäften, aber auch von anderem pflanzlichen Material sowie Insekten.
Aufgrund des kleinen Verbreitungsgebietes, das überdies durch den Bergbau in Mitleidenschaft gezogen wird, listet die IUCN die Art als „stark gefährdet“ (endangered).